# Abel Balbo
Abel Eduardo Balbo (Empalme Villa Constitución, 1 juni 1966) is een voormalige Argentijns profvoetballer.
Balbo scoorde in de Serie A in totaal 138 keer. Zijn beste seizoenen had hij in 1990–1991 (Udinese) en 1994–1995 (AS Roma), hij scoorde in beide seizoenen 22 keer. Voor Argentinië scoorde Balbo elf keer in 37 wedstrijden. Balbo maakte zijn debuut voor de nationale ploeg op 9 maart 1989 in de vriendschappelijke wedstrijd tegen Colombia (1–0). Hij speelde op het WK 1990 en het WK 1994.
Nadat hij stopte met voetbal werd Balbo musicus. Hij maakt liedjes in het Spaans en Italiaans.

## Erelijst
AS Roma
- Serie A

2001